# Egbert Reinhard
Egbert Reinhard (* 3. März 1928 in Gelsenkirchen; † 8. April 2004) war ein deutscher Politiker der SPD.

## Ausbildung und Beruf
Nach dem Besuch der Volksschule und der Oberschule erlangte Egbert Reinhard 1947 sein Abitur. Von 1947 bis 1952 arbeitete er im Bergbau unter Tage als Lokomotivführer. Von 1952 bis 1956 belegte er ein Studium der Rechtswissenschaften an der Universität Münster mit abschließendem ersten Staatsexamen. Von 1957 bis 1961 war er Referendar und legte sein Assessorexamen ab. 1962 wurde er Anwaltsassessor. Ab 1962 war Reinhard beim Rechtsamt der Stadt Gelsenkirchen tätig, zuletzt als Städtischer Rechtsdirektor.
Ab 1975 ging er gemäß Landesrechtsstellungsgesetz in den einstweiligen Ruhestand. 1980 schied er nach § 32 Abgeordnetengesetz (AbgG NW) aus dem Amt aus. Von 1975 bis 1980 war er Parlamentarischer Geschäftsführer der SPD-Landtagsfraktion.

## Politik
Egbert Reinhard war ab 1952 Mitglied der SPD. Vorsitzender der SPD-Betriebsgruppe Stadtverwaltung war er von 1968 bis 1974. Von 1972 bis 1976 war er Mitglied des Bezirksvorstandes Westliches Westfalen, ab 1970 Mitglied des Unterbezirksvorstandes Gelsenkirchen. Von 1970 bis 1976 hatte er den Vorsitz des Arbeitnehmerausschusses des Unterbezirks Gelsenkirchen. Er war Mitglied des Parteirates von 1976 bis 1980 und ab 1975 Mitglied des Landesausschusses. Reinhard war von 1956 bis 1962 Stadtverordneter in Gelsenkirchen. In der Industrie-Gewerkschaft Bergbau war er von 1948 bis 1956 Mitglied, ab 1956 Mitglied der Gewerkschaft Öffentliche Dienste, Transport und Verkehr. 
Egbert Reinhard konnte auf eine lange Zeit der Mitgliedschaft im nordrhein-westfälischen Landtag zurückblicken. Er war vom 26. Juli 1970 bis zum 31. Mai 1995 direkt gewähltes Mitglied des 7. 8. 9. 10. und 11. Landtags für den Wahlkreis 100 Gelsenkirchen II bzw. für den Wahlkreis 088 Gelsenkirchen II.